# ميراندا أوتو
ميراندا أوتو (بالإنجليزية: Miranda Otto)‏ ممثلة أسترالية من مواليد 16 ديسمبر 1967، حصلت على جائزة نقابة ممثلي الشاشة 2003 لإفضل فريق ممثلين عن دورهم في فيلم سيد الخواتم: عودة الملك.

## مواقع خارجية
- ميراندا أوتو على موقع IMDb (الإنجليزية)
- ميراندا أوتو على موقع روتن توميتوز (الإنجليزية)
- ميراندا أوتو على موقع قاعدة بيانات الأفلام العربية
- ميراندا أوتو على موقع ألو سيني (الفرنسية)
- ميراندا أوتو على موقع ميوزك برينز (الإنجليزية)
- ميراندا أوتو على موقع أول موفي (الإنجليزية)
- ميراندا أوتو على موقع قاعدة بيانات الأفلام السويدية (السويدية)
- ميراندا أوتو على موقع إن إن دي بي (الإنجليزية)
- ميراندا أوتو على موقع ديسكوغز (الإنجليزية)
- ميراندا أوتو على موقع قاعدة بيانات الفيلم (الإنجليزية)